# Rue Nafu (métro de Nanning)
La station de la rue Nafu (chinois : 那福路站 / pinyin : Nàfú lù zhàn / zhuang : Camh Roen Nazfuz) est une station de la ligne 2 du métro de Nanning. Elle est située de part et d'autre du boulevard Liangyu et de la quatrième rue Pingle sud, dans le district de Liangqing de la ville de Nanning, en Chine.
Ouverte pendant l'extension de la ligne 2 de 2020, elle comprend quatre entrées et une seule plateforme.

## Situation sur le réseau

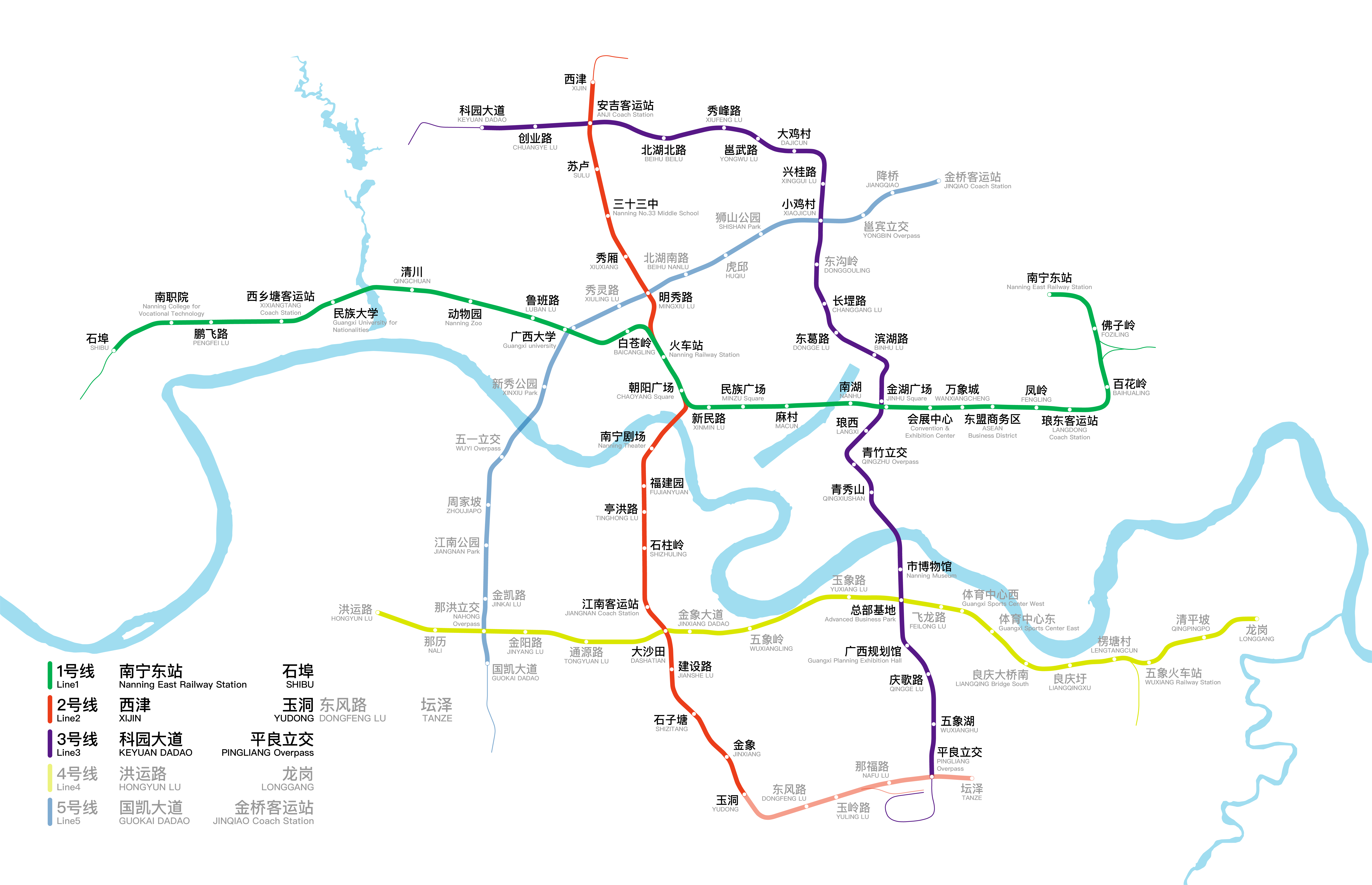
Plan du métro.

Établie en souterrain, Rue Nafu est située sur la ligne 2 du métro de Nanning, entre la station Rue Yuling, en direction du terminus nord Xijin (zh), et la station Échangeur Pingliang (zh), en direction du terminus sud Tanze.

## Histoire
Le tracé de la ligne est décidé en juin 2014, avec une première phase comprenant 18 stations pour 21,2 kilomètres, coûtant environ 15.5 milliards de yuans. Les 18 premières stations ouvrent le 28 décembre 2017.
La nouvelle extension est inaugurée le 23 novembre 2020 et comprend cinq stations, qui prolonge le terminus de Yudong à Tanze. La salle de rechange pour bébés de 49 stations, dont rue Nafu, est rénovée en 2022.

## Services aux voyageurs

### Accès et accueil
Située de part d'autre du boulevard Liangyu (良玉大道) et de la quatrième rue Pingle sud (平乐西四路), bientôt la rue Nafu (那福路), la station est accessible tous les jours, par quatre entrées différentes. Outre les entrées à la surface, on compte deux niveaux de sous-sol. Le premier se compose de la salle d'attente et des salles d'équipement et de gestion, tandis que le deuxième comprend le quai central. Ce dernier mesure 120 mètres de long pour une largeur de 11 mètres. Trois rangées d'escaliers roulants et un ascenseur pour personnes handicapées permettent d'atteindre le quai, tandis que huit rangées d'escaliers roulants et deux ascenseurs relient la salle d'attente à la surface.
Station souterraine, elle dispose de trois niveaux :
| Niveau 0   | Entrées et sorties                     | Entrées et sorties                                         |
| Sous-sol 1 | Salle d'accueil                        | Service à la clientèle, boutiques et guichet libre-service |
| Sous-sol 2 |                                        | Ligne 2 Voie 1 : En direction de Xijin (zh)                |
| Sous-sol 2 | Quai central                           |                                                            |
| Sous-sol 2 | Ligne 2 Voie 2 : En direction de Tanze |                                                            |

### Desserte
Les premiers et derniers trains à direction de Xijin sont à 6h34 et 23h04 et ceux à direction de Tanze sont à 7h07 et 23h43.

### Intermodalité
La station est desservie par les lignes B108, 117, 122 et 809 du réseau d'autobus de Nanning

## À proximité
| Numéro                                         | Destinations proches                                                                                                  |
| ---------------------------------------------- | --- |
| Sortie A                                       | Rue Yuxiang (玉象路), boulevard Liangyu                                                                               |
| Sortie B                                       | Rue Yuxiang, boulevard Liangyu, quartier Lac de montagne Luqiao Zhuangmei (路桥壮美山湖小区)                          |
| Sortie C                                       | Rue Yuxiang, stationnement Xincun (新村停车场)                                                                        |
| Sortie D                                       | Rue Yuxiang, Hopewell Tianhui Plaza (合景天汇广场), École primaire de la rue Binhu (滨湖路小学), rue Tanyang (坛洋路) |
| Légende： Ascenseur pour personnes handicapées | |